# Fertőszentmiklós
Fertőszentmiklós  este un oraș în districtul Sopron, județul Győr-Moson-Sopron, Ungaria, având o populație de 3.791 de locuitori (2011).

## Demografie
Componența etnică a orașului Fertőszentmiklós
     Maghiari (95,75%)
     Germani (3,58%)
     Necunoscut (0,47%)
     Romi (0,2%)
     Alții (0,47%)
Componența confesională a orașului Fertőszentmiklós
     Romano-catolici (76,02%)
     Fără religie (2,98%)
     Luterani (1,27%)
     Reformați (1,13%)
     Necunoscută (18,1%)
     Alte religii (0,82%)
Conform recensământului din 2011, orașul Fertőszentmiklós avea 3.791 de locuitori. Din punct de vedere etnic, majoritatea locuitorilor (95,75%) erau maghiari, cu o minoritate de germani (3,58%). Apartenența etnică nu este cunoscută în cazul a 0,47% din locuitori.  Din punct de vedere confesional, majoritatea locuitorilor (76,02%) erau romano-catolici, existând și minorități de persoane fără religie (2,98%), luterani (1,27%) și reformați (1,13%). Pentru 18,1% din locuitori nu este cunoscută apartenența confesională.

## Personalități născute aici
- Csaba Ternyák (n. 1953), arhiepiscop romano-catolic.

## Orașe înfrățite
- Pleidelsheim, Germania din  1994
- Leopoldov, Slovacia din  2003